# Kalijaya (Banjarsari)
Kalijaya is een bestuurslaag in het regentschap Ciamis van de provincie West-Java, Indonesië. Kalijaya telt 3054 inwoners (volkstelling 2010).